# Trochosa lucasi
Trochosa lucasi este o specie de păianjeni din genul Trochosa, familia Lycosidae. A fost descrisă pentru prima dată de Roewer, 1951.
Este endemică în Insulele Canare. Conform Catalogue of Life specia Trochosa lucasi nu are subspecii cunoscute.